# Северинешти (Мехединци)
Северинешти (рум. Severinești) насеље је у Румунији у округу Мехединци у општини Казанешти. Oпштина се налази на надморској висини од 184 m.

## Становништво
Према подацима из 2002. године у насељу је живело 665 становника, од којих су сви румунске националности.